# Devingrad
Devingrad o Momina krepost (en búlgaro: Девинград)  es una colina búlgara que se encuentra cerca de Veliko Tarnovo.
Durante el Segundo Imperio Búlgaro, Devingrad fue la tercera fortificación más importante de la antigua capital búlgara, Tarnovo. Según algunos arqueólogos, había una ciudad tracia de Deva en la colina. Hay muchos hallazgos romanos encontrados en la colina (monedas, losas de mármol, etc.). Al pie de la colina hay un barrio medieval compuesto por personas adosadas. La colina estaba rodeada por un muro de fortaleza y la entrada a ella estaba hecha por 2 puertas. Las personas que vivían en la colina se dedicaban a la alfarería, el procesamiento de hierro y la cría de animales. La población recibió agua del río Yantra y de los manantiales de la colina y los manantiales circundantes.

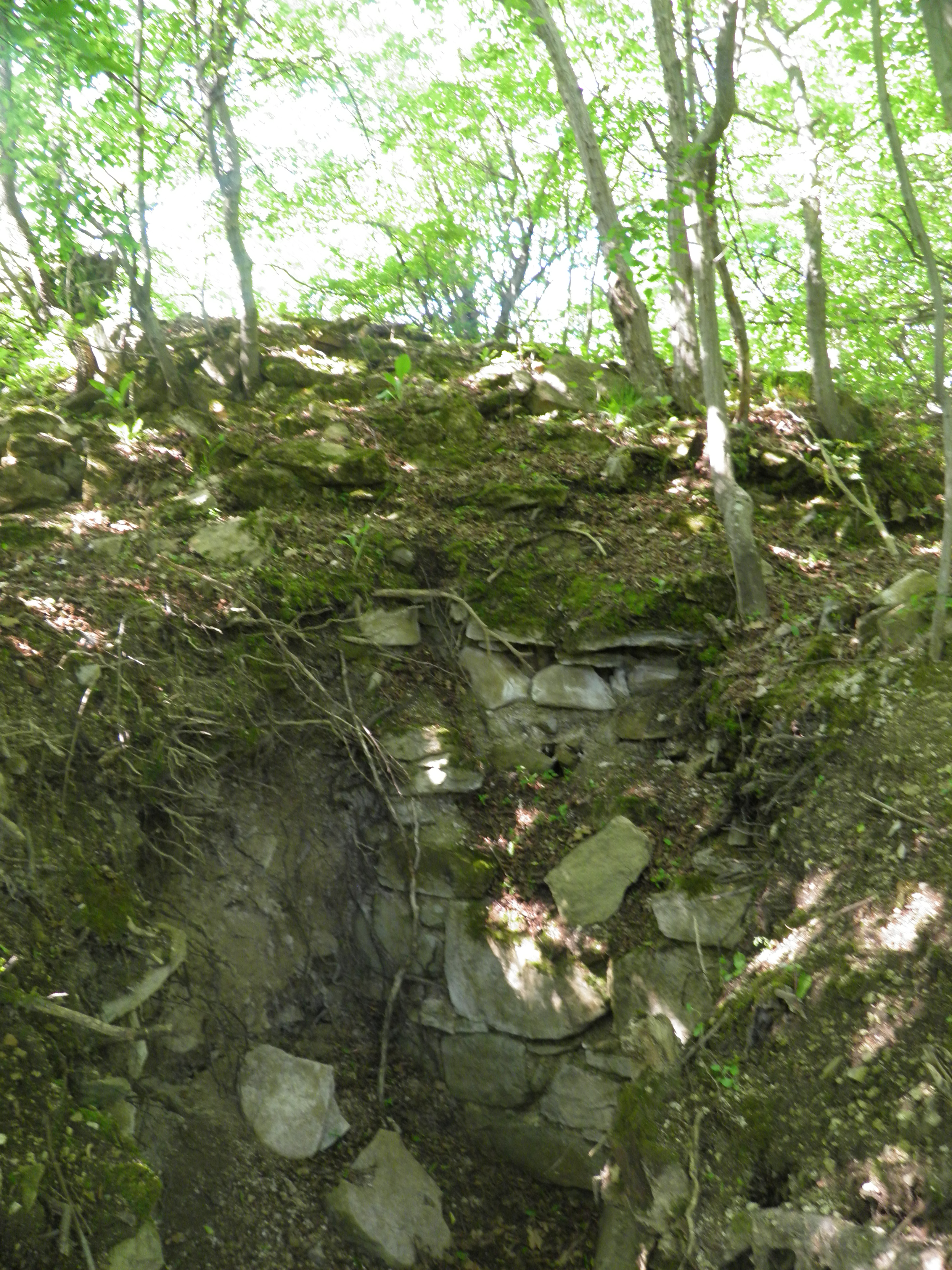
Ruinas de la fortaleza
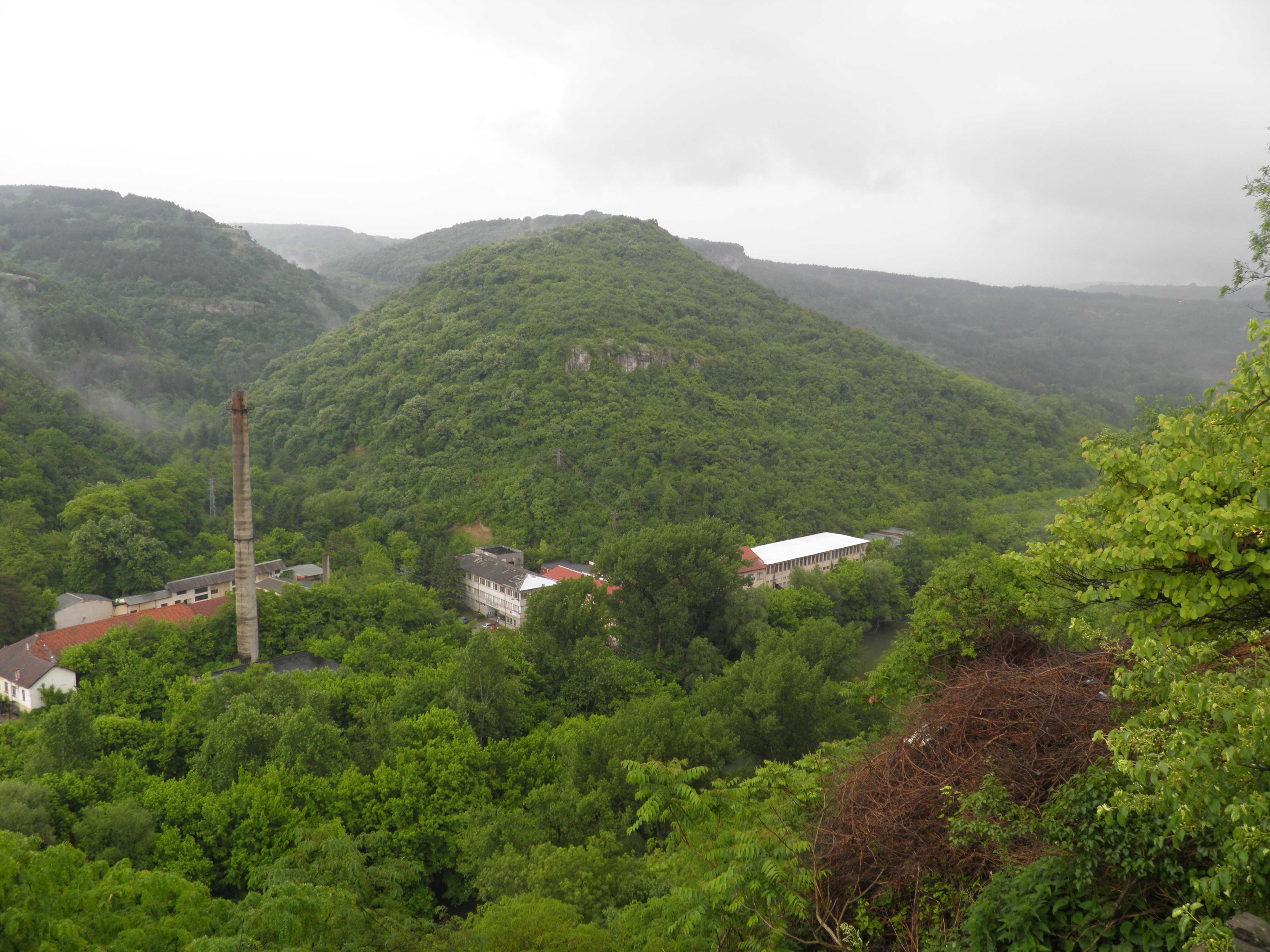
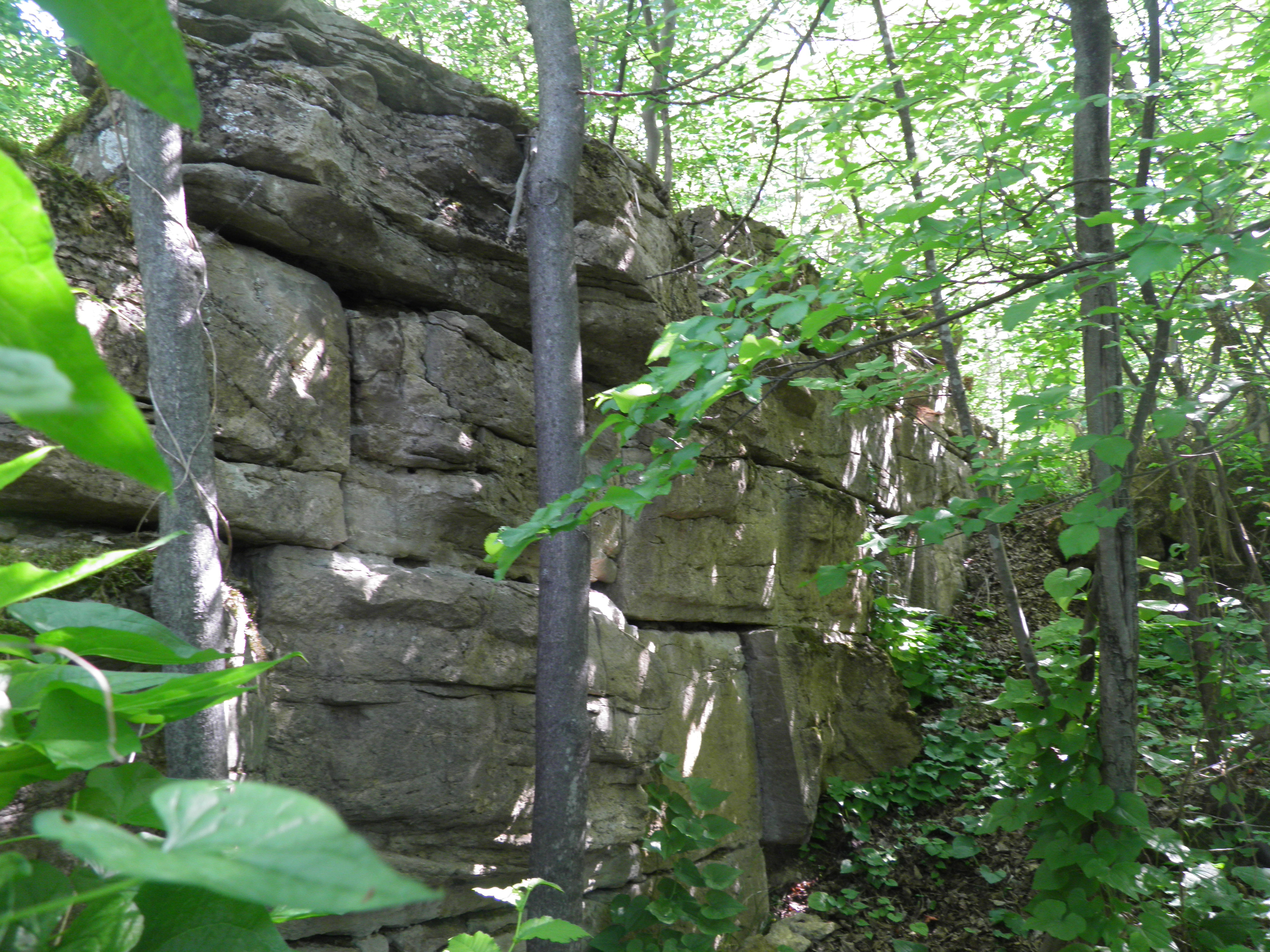